# سوسن قزم
سوسن قزم نوع من السوسن تمتد أنواعه من النمسا عبر أوربة الشرقية والبلقان في السهوب الأوراسية في أُكرانية، وجنوب روسية إلى جنوب سيبرية وشمال كَزَخستان والقوقاز إلى تركيا.